# Ectropis proicyrta
Ectropis proicyrta là một loài bướm đêm trong họ Geometridae.